# Pieczyn
Pieczyn – kolonia krajeńska w Polsce położona w województwie wielkopolskim, w powiecie złotowskim, w gminie Złotów. Miejscowość wchodzi w skład sołectwa Górzna.
W latach 1975–1998 miejscowość administracyjnie należała do województwa pilskiego.